# Heteropteron whitfieldi
Heteropteron whitfieldi är en stekelart som beskrevs av Maritza Mercado 2003. Heteropteron whitfieldi ingår i släktet Heteropteron och familjen bracksteklar. Inga underarter finns listade i Catalogue of Life.